# Sarda chiliensis
Pour les articles homonymes, voir Sarda (homonymie).
Espèce
Statut de conservation UICN

 LC  : Préoccupation mineure
Sarda chiliensis est un poisson du Pacifique oriental appartenant au groupe des bonites.

## Répartition
Ce poisson peuple le Pacifique oriental, de l'Équateur au Chili.

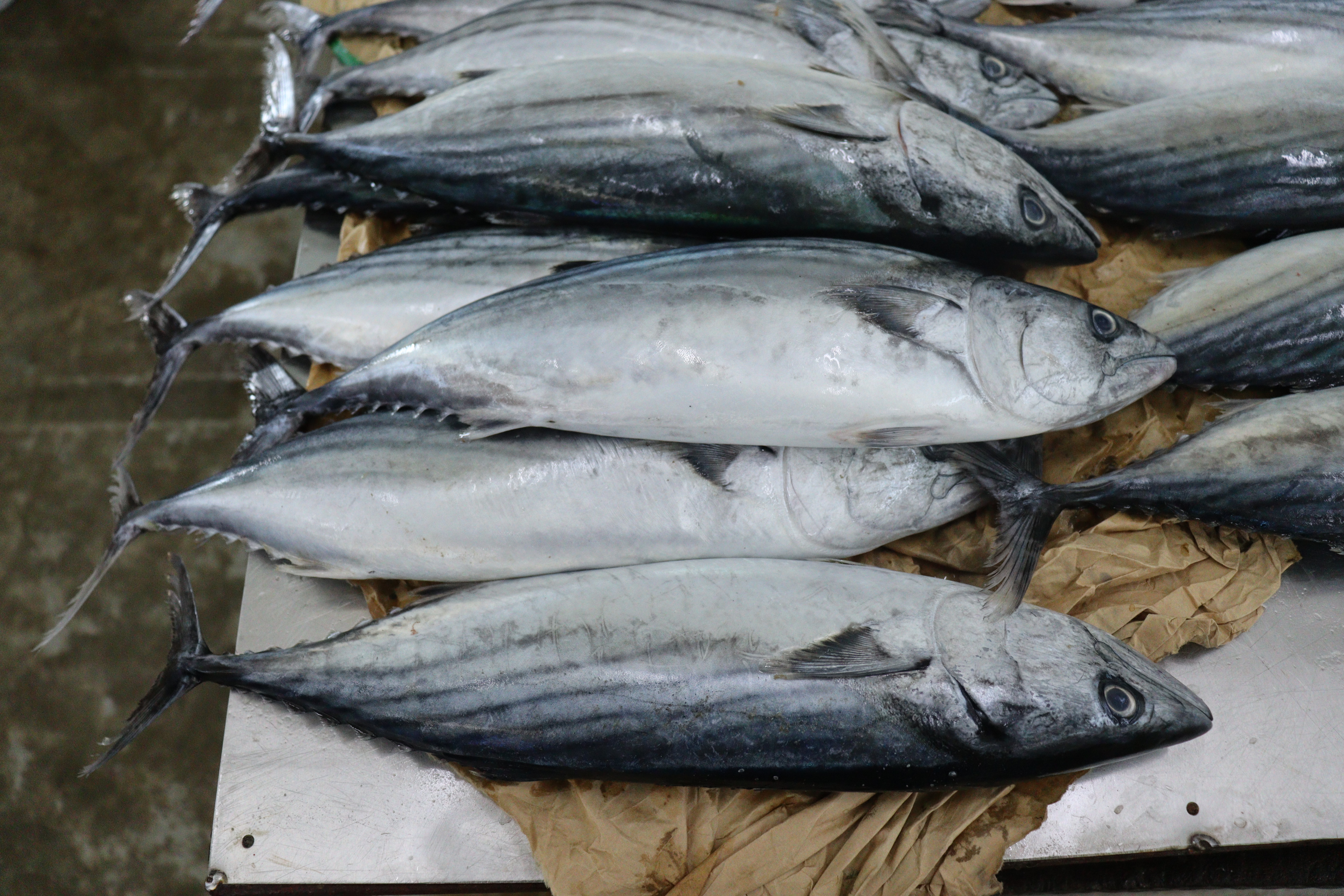
Des bonites (Sarda chiliensis) débarquées au port de Chimbote (Pérou).

## Sous-espèces
Selon ITIS il existe deux sous-espèces :
- Sarda chiliensis chiliensis (Cuvier in Cuvier et Valenciennes, 1832)
- Sarda chiliensis lineolata (Girard, 1858)